# Noah Carl
Pour les articles homonymes, voir Carl.
Noah Carl est un sociologue britannique. Il a fait l'objet d'une enquête et a ensuite été démis de ses fonctions de chercheur Toby Jackman Newton Trust au St Edmund's College de Cambridge après que plus de 500 universitaires ont signé une lettre rejetant ses recherches et sa position publique sur la race et l'intelligence, les qualifiant de « éthiquement suspectes et méthodologiquement erronées »., et exprimant leur inquiétude quant au fait que « la pseudoscience raciste est légitimée par l'association avec l'Université de Cambridge »,,.
Une enquête menée par le collège a conclu que le travail de Carl était une « mauvaise érudition » qui violait les normes d'intégrité académique et que Carl avait collaboré avec des extrémistes de droite. Certains chroniqueurs de journaux ont critiqué la décision de licencier Carl, la qualifiant d'attaque contre la liberté académique,. D'autres se sont demandé si St Edmund's n'avait pas réussi à l'examiner correctement avant son embauche,.

## Biographie et carrière
Noah Carl est né le 14 février 1990.
Il est titulaire d'un baccalauréat en sciences humaines, d'une maîtrise en sociologie et d'un doctorat en sociologie de l'Université d'Oxford. Sa thèse de doctorat était intitulée Capacités cognitives et croyances et attitudes socio-politiques . La contribution de cette thèse tentait de démontrer l'importance des capacités cognitives (et des traits psychométriques en général) pour comprendre la répartition des croyances et attitudes sociopolitiques au sein de la société.
Avant sa nomination au St Edmund's College, Cambridge Fellowship, Carl a reçu l'attention des médias pour ses articles sur le lien entre les goûts artistiques et les opinions sur le Brexit, les raisons pour lesquelles les pubs londoniens disparaissent, et une étude pour Adam Smith Institute qui a constaté que les conservateurs étaient fortement sous-représentés parmi les universitaires britanniques,. De plus, il a fait la une des journaux pour une étude sur la relation entre l'intelligence et la confiance envers les autres membres de la société,.
Ses travaux ont été publiés dans des revues académiques telles que Intelligence, le Journal of Biosocial Science et le British Journal of Sociology . Il est le deuxième contributeur le plus prolifique à Open Quantitative Sociology & Political Science, une revue en ligne qui a été décrite dans le New Statesman comme une « ferme industrielle pseudo-scientifique », et il a contribué à Mankind Quarterly, qui est décrit comme un journal suprémaciste blanc. Selon un article paru dans le New Statesman de février 2018, Carl avait également publié deux articles sur la question de savoir si des populations musulmanes plus importantes rendaient le terrorisme plus probable et un autre suggérant que les stéréotypes britanniques sur les immigrants sont « largement exacts ». À propos de ce dernier article, le New Statesman a cité les commentaires du Dr Niko Yiannakoulias, de l'Université McMaster : « Il n'est jamais acceptable de publier des recherches aussi mauvaises, même dans une revue en ligne sans conséquence. » 
Carl a pris la parole à deux reprises à la Conférence de Londres sur l'intelligence, une conférence privée sur l'intelligence humaine au cours de laquelle certains participants ont présenté des articles sur la race, l'intelligence et l'eugénisme. Il était l'un des 15 participants à collaborer à une lettre défendant la conférence à la suite de la couverture médiatique. La lettre a été publiée dans la revue Intelligence en septembre 2018.
En décembre 2018, Carl a reçu la bourse de recherche Toby Jackman Newton Trust, une bourse de trois ans au St Edmund's College. Plus de 500 universitaires ont signé une lettre s'opposant à la nomination de Carl à la bourse, affirmant leur « profonde préoccupation » quant au fait que «la pseudoscience raciste est légitimée par l'association avec l'Université de Cambridge »,. Clément Mouhot, l'un des organisateurs de la lettre, a été cité dans The Guardian disant que le travail de Carl reposait sur « l'utilisation sélective de données et de méthodes statistiques peu solides qui ont été utilisées pour légitimer des stéréotypes racistes sur des groupes ». La St Edmund's Combination Room a également produit une déclaration affirmant que le travail de Carl « démontrait un manque d'érudition, promouvait des opinions d'extrême droite et incitait à la haine raciale et religieuse ».
Une enquête interne à St Edmund's a conclu que le travail de Carl démontrait une « mauvaise érudition » et « n'était pas conforme aux critères établis en matière d'éthique et d'intégrité de la recherche », et qu'il ne relevait donc pas des protections normales de la liberté d'expression universitaire,. L'enquête a également révélé que Carl avait « collaboré avec un certain nombre d'individus connus pour leurs opinions extrémistes » et que le maintien de son affiliation risquerait de permettre que l'université soit utilisée pour « promouvoir des opinions susceptibles d'inciter à la haine raciale ou religieuse » et de nuire. la réputation du collège. Carl a ensuite été démis de ses fonctions. Une enquête distincte sur le processus de nomination lui-même n'a révélé aucune irrégularité dans le processus de recrutement de Carl, mais a recommandé des modifications aux futures procédures d'embauche,.
Un éditorial duTimes a critiqué la décision de mettre fin au poste de Carl, arguant que son « principal délit semble avoir été de contester l'orthodoxie de gauche ». Les chroniqueurs d'opinion du Telegraph et du Spectator ont également critiqué la décision,.
L'historien Evan Smith a soutenu que le récit avancé par les défenseurs de Carl « a peu de fondement dans la réalité » et que ce sont plutôt ces défenseurs qui cherchent à étouffer la liberté d'expression en mobilisant la peur du « réveil » afin de diffuser le pouvoir de la protestation étudiante,. La réaction des partisans du licenciement de Carl s'est également concentrée sur la question de savoir si St Edmund's n'avait pas réussi à le contrôler correctement avant son embauche en premier lieu,,.
En juin 2019, Noah Carl a commencé à financer une contestation judiciaire de son licenciement,. En septembre 2019, son objectif de collecte de fonds de 100 000 $ a été atteint. Varsity a rapporté que cette campagne était coordonnée par une société créée par un développeur nommé Conner Douglass qui avait fourni des services similaires au  suprémaciste blanc Richard Spencer et à d'autres néo-nazis impliqués dans le rassemblement « Unite the Right » à Charlottesville, en Virginie, en 2017,.
En mars 2021, Carl a retiré sa réclamation ; l'affaire a été réglée par un accord confidentiel entre les deux parties.